# Parc naturel de la plaine inondable de la Svēte

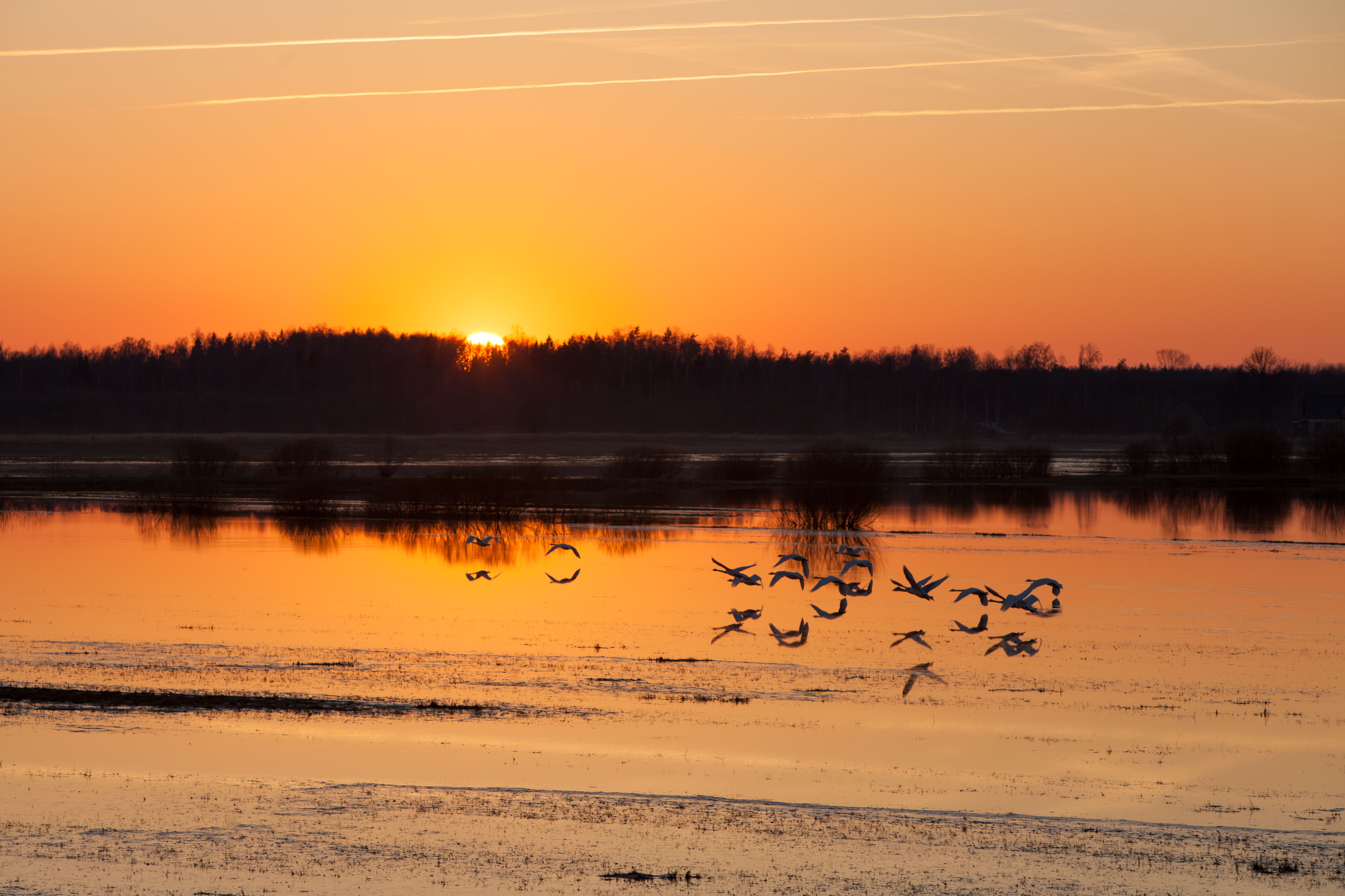
La plaine inondable du Svēte

Le Parc naturel de la plaine inondable de la Svēte (en letton: Dabas parks "Svētes paliene") est un parc naturel en Lettonie situé en Sémigalie dans la municipalité de Jelgava.  Le site s'étend sur 9,31 km2, à la confluence de la rivière Svēte et du fleuve Lielupe. Cette plaine alluviale fait l'objet d'une protection depuis 2004 et est inondée au printemps. 
Le parc naturel appartient au réseau Natura 2000 qui rassemble des sites naturels ou semi-naturels de l'Union européenne ayant une grande valeur patrimoniale.
Elle fait l'objet d'une protection spécifique découlant de la Directive oiseaux avec 24 espèces protégées et de la Directive habitats avec trois types de zones humides protégées,. 

## Une zone importante du point de vue ornithologique

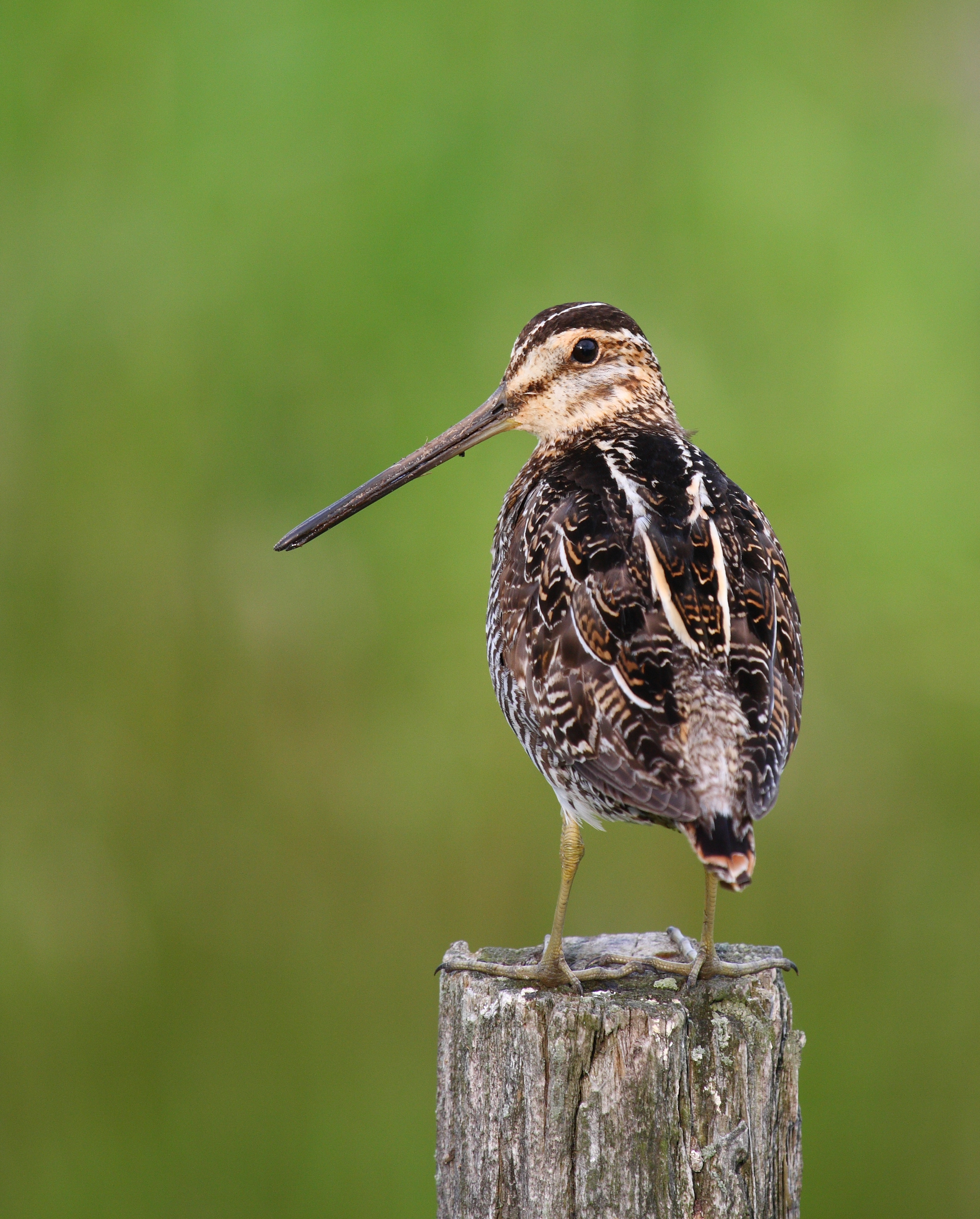
La plaine inondable est une zone de nidification importante pour la bécassine double.

Malgré sa petite taille, la plaine inondable est une zone humide d'une grande importante au niveau international.
Située sur la voie de migration de bon nombre d’espèces nichant plus au nord ou à l’est et hivernant en Espagne ou en Afrique, elle permet l'observation de milliers d'oiseaux aquatiques et d'échassiers migrateurs.
Lors de la migration printanière, les oiseaux se rassemblent dans la zone humide et le nombre total d'oiseaux peut dépasser les 20 000 individus à la fois.
Les espèces les plus importantes sont les oies de moisson, les oies rieuses et les cygnes chanteurs. Un nombre important de canards pilets (1 500 individus) a également été identifié ainsi que plusieurs espèces de grus,.
Des espèces menacées, comme le butor étoilé, ont également été observées.
La zone est également une zone de nidification estivale importante pour le râle des genêts et la bécassine double,.
Les aigles pomarins, les hiboux des marais, les busards cendrés et des roseaux ont également été observés dans la plaine inondable.

## Autres espèces protégées
Les eaux protégées du parc naturel abrite également deux espèces protégées de poissons : la lamproie fluviatile et la bouvière.